# 黒木七都美
黒木 七都美（くろき なつみ、1997年5月16日 - ）は、日本の女子柔道選手。愛知県出身。階級は52kg級。身長159cm。血液型はA型。段位は初段。組み手は右組み。得意技は大外刈。現在は龍谷大学に在学。

## 経歴
柔道は6歳の時に岩倉柔道スポーツ少年団で始めた。小学校6年生の時には全国小学生学年別柔道大会の45kg級に出場するも、決勝トーナメント1回戦で敗れた。大成中学に進むと、大石道場に所属することとなった。2年の時には全国中学校柔道大会52kg級で香長中学3年の米澤夏帆に指導2で敗れて2位だった。近代柔道杯団体戦ではチームの優勝に貢献した。3年の時には全日本カデで優勝すると、全国中学校柔道大会でも優勝を飾った。大成高校に進むと、1年の時には全日本カデの決勝で国分中央高校2年の前田千島に技ありで敗れて2位にとどまった。アジアユースでは優勝を飾った。全国高校選手権では決勝で前田にGSに入ってから指導3で敗れて2位だった。団体戦では3位だった。2年の時にはインターハイ決勝で前田をGSに入ってから払巻込で破るなど、6試合オール一本勝ちで制した。ジュニア体重別では準決勝で筑波大学1年の内尾真子に敗れて3位だった。全国高校選手権では団体戦決勝で埼玉栄高校と対戦すると、48kg級の常見海琴に袈裟固で敗れてチームも2位に終わった。3年の時にはロシアジュニア国際決勝で前田に反則負けを喫して2位だった。名古屋で開催された東アジア選手権では、個人戦と団体戦でともに優勝した。インターハイでも2連覇を達成した。国体少年女子の部では、チームの主力である鍋倉那美と鈴木伊織とともに活躍して優勝を飾った。2016年には龍谷大学へ進学した。2年の時には優勝大会で3位となった。3年の時には優勝大会で決勝まで進んで山梨学院大学と対戦するも引き分けると、チームは敗れて2位にとどまった。10月の体重別団体では決勝の東海大学戦で勝利するなどして、チームの初優勝に貢献した。

## 戦績
- 2011年 -　全国中学校柔道大会　2位
- 2012年 -　近代柔道杯　優勝
- 2012年 -　全日本カデ　優勝
- 2012年 -　ドイツカデ国際　3位
- 2012年 -　全国中学校柔道大会　優勝
- 2012年 -　アジアユース　優勝
- 2013年 -　全日本カデ　2位
- 2013年 -　インターハイ 優勝
- 2014年 -　全国高校選手権　個人戦　優勝　団体戦　3位
- 2014年 -　金鷲旗 3位
- 2014年 -　インターハイ　優勝
- 2014年 -　ジュニア体重別 3位
- 2014年 -　エクサンプロバンスジュニア国際　優勝
- 2015年 -　全国高校選手権　団体戦　2位
- 2015年 -　ロシアジュニア国際　2位
- 2015年 -　東アジア選手権 個人戦　優勝　団体戦　優勝
- 2015年 -　インターハイ　優勝
- 2015年 -　国体少年女子の部　優勝
- 2016年 -　学生体重別　5位(57kg級)
- 2017年 -　優勝大会　3位
- 2017年 -　学生体重別　5位
- 2018年 -　優勝大会　2位
- 2018年 -　体重別団体 優勝

(出典、JudoInside.com)